# Panega
Die Panega (bulgarisch Панега) war ein bulgarischer Produkten- und Chemikalientanker der Reederei Navigation Maritime Bulgare. Bekannt wurde das Schiff, als es 2010 auf dem Weg zum Abwracken nach Pakistan im Golf von Aden von somalischen Piraten entführt wurde.

## Bau und technische Daten
Das Schiff wurde auf Bestellung der Staatsreederei Navigation Maritime Bulgare 1985 auf der Georgi-Dimitrov-Werft in Warna unter der Baunummer 251 auf Kiel gelegt. Das Schiff gehörte zur Klasse Projekt 615, deren erste von drei Einheiten der Werft die Panega war, gefolgt 1987 von der Batova (Baunummer 252) und 1990 von der Ticha (Baunummer 253). Konstruiert war das Schiff für den gleichzeitigen Transport von bis zu fünf unterschiedlichen Erdölprodukten. Beim Stapellauf erhielt das Schiff den Namen Panega nach dem Fluss Zlatna Panega im Norden Bulgariens.
Das Schiff war 117,76 Meter lang, 16,21 Meter breit und hatte einen Tiefgang von 6,5 Metern. Sie war mit 4.499 BRZ bzw. 1.870 NRZ vermessen, die Tragfähigkeit betrug 5.848 tdw. Der Sechszylinder-Schiffsdieselmotor war ein in Lizenz gefertigter MAN-Motor des Herstellers VEB Maschinenbau Halberstadt, leistete 4.000 PS und ermöglichte eine Geschwindigkeit von 13,0 Knoten. Die Besatzung bestand aus 15 Personen.

## Geschichte
Von der Indienststellung des Schiffes 1986 bis zum Abwracken 2010 befand sich der Tanker ausschließlich im Dienst der Reederei Navigation Maritime Bulgare. Zu den befahrenen Routen liegen nur Fotos aus dem Internet vor: Demnach scheint das Schwarze Meer Hauptfahrgebiet gewesen zu sein, angelaufene Häfen waren unter anderem Burgas und Warna in Bulgarien sowie Theodosia und Sewastopol auf der Krim. Darüber hinaus lief das Schiff durch den Kanal von Korinth, bekannt ist zudem Rotterdam als angelaufener Hafen.
Somalische Piraten brachten den Tanker mit 15 bulgarischen Besatzungsmitgliedern am 11. Mai 2010 im Golf von Aden, etwa 100 Seemeilen östlich von Aden, im international bewachten Korridor in ihre Gewalt. Das nicht beladene Schiff war auf dem Weg nach Pakistan, wo es verschrottet werden sollte.
Am 9. September 2010 wurden der Tanker und die 15 Besatzungsmitglieder von den somalischen Piraten in Garacad freigelassen. Die Besatzung des bulgarischen Schiffes war wohlauf.